# Longhorsley
Longhorsley è un paese della contea del Northumberland, in Inghilterra.